# Quim Hereu
Quim Hereu (Gerona, 13 de noviembre de 1963) es un pintor catalán autodidacta. Es cofundador y representante del Estrambotismo, un movimiento artístico iniciado en los años 70 por el artista catalán Joan Fuster y Gimpera, en el Ampurdán, en Gerona, Cataluña. En la fase final de su vida, Fuster y Gimpera designó a Quim Hereu como sucesor de este movimiento a través de un poema conocido como el testamento del Estrambotismo.

## Biografía
Quim Hereu estudió ingeniería electrónica en la Universidad de Gerona, en Cataluña. Sin embargo, desde temprana edad mostró un gusto por el arte. Apoyado por varios coleccionistas y mecenas que gustaron de su obra, el joven Hereu dejó la ingeniería para dedicarse exclusivamente a la pintura. 
Con una carrera artística de más de tres décadas, Hereu ha desarrollado su obra alejado de los mercados de arte tradicionales. A partir del año 2000, se ha dedicado a la creación de obras de grandes formatos y a consolidar su proyecto artístico: el Estrambotismo. Desde entonces, su obra se centra en crear un universo onírico y simbólico que es plasmado en lienzos que evocan escenas mágicas y narrativas fantásticas y misteriosas.  La obra de Hereu tiene como antecedentes la pintura metafísica, la pintura romántica y el surrealismo. Entre los artistas que han marcado su obra se encuentran Giorgio de Chirico, Paul Delvaux, William-Adolphe Bouguereau, entre otros.
En el año 2011, Hereu comenzó la realización de la obra "El estrambótico nacimiento de Venus".  Este es un óleo sobre tela de una sola pieza que mide 6 x 12 metros de ancho. Es la primera obra de su llamada "Trilogía Estrambótica". Esta trilogía consta de tres grandes óleos titulados El Tiempo, El Poder y La Libertad, cada uno de 6 x 12 metros. Estos lienzos, según una nota periodística de 2011, son presumiblemente los lienzos más grandes pintados por un artista en Cataluña hasta la fecha.
En 2017, Quim Hereu trasladó su estudio al centro cultural y museo "La Fortaleza" en San Julián de Ramis, Gerona. Este espacio, conocido como el Espai Quim Hereu, que  formó parte del DOR Museum,  era un anexo diseñado específicamente para acoger la "Trilogía Estrambótica". 

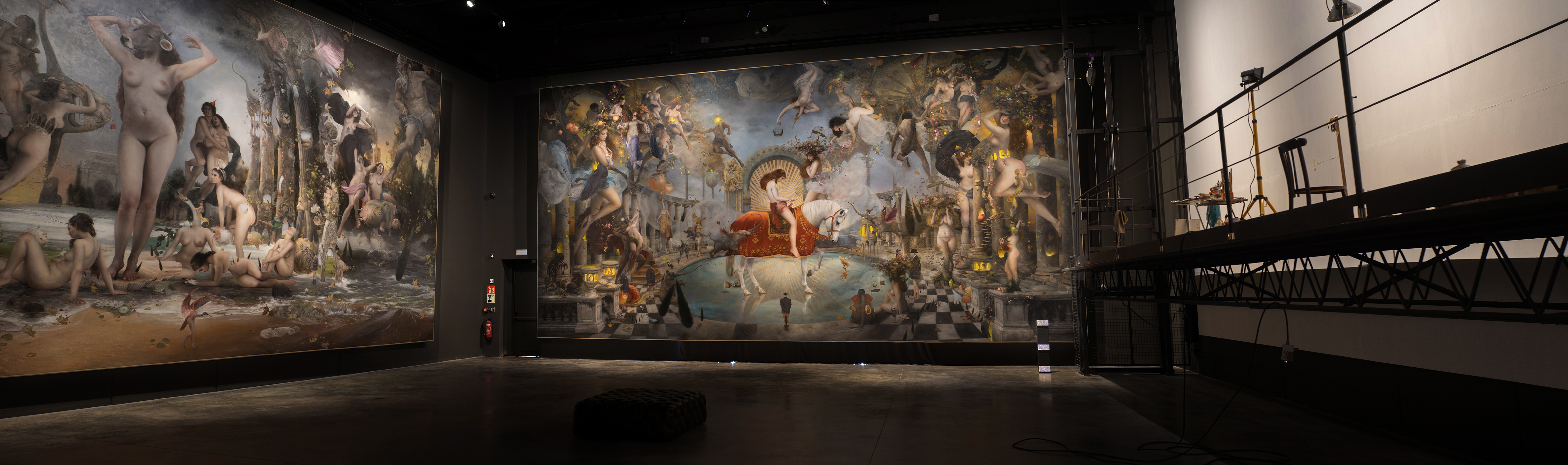
Trilogía Estrambótica, vista del Espacio Quim Hereu, 2018.

El espacio funcionaba simultáneamente como galería y estudio del artista, donde Hereu creaba y desarrollaba nuevas obras de arte. Además de albergar la "Trilogía Estrambótica",  el Espacio Quim Hereu también exhibía otras pinturas, esculturas e instalaciones destacadas del artista. Los visitantes al espacio podían experimentar de cerca el proceso creativo de Hereu, observando obras en diversas etapas de desarrollo. En el Espai Quim Hereu también se realizaban "cenas estrambóticas" creadas por el chef Jordi Cruz Mas, inspiradas en la obra de Quim Hereu.   En 2020, el Espai Quim Hereu cerró sus puertas a causa de la muerte de su promotor, Ramon López.
La obra de Hereu se encuentra en diversas colecciones particulares en Europa, así como en instituciones públicas destacadas como la Facultad de Ingeniería de la Universidad de Gerona, y en museos como el Bosc de Can Ginebreda en Porqueras. Su obra ha sido expuesta en espacios públicos y privados de Cataluña, España, México, Japón, etc.

## Ediciones
- Hereu, Quim A. (2008). Llegendes de Girona. Barcelona: Rigau.